# Angraecum pauciramosum
Angraecum pauciramosum är en orkidéart som beskrevs av Rudolf Schlechter. Angraecum pauciramosum ingår i släktet Angraecum och familjen orkidéer. Inga underarter finns listade i Catalogue of Life.